# Romain Bellenger

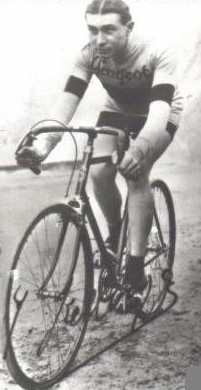
Romain Bellenger

Romain Bellenger (* 18. Januar 1894 in Paris; † 25. November 1981 in Cahors) war ein französischer Radrennfahrer.

## Sportliche Laufbahn
Bellenger war im Straßenradsport aktiv und wurde 1914 Unabhängiger und 1921 Berufsfahrer im Radsportteam Peugeot-Wolber. Er blieb bis 1929 aktiv. Erste Erfolge als Straßenradsportler hatte er mit Siegen in den Eintagesrennen Paris–Montargis 1913 und Paris–Gaillon 1914. 1919 gewann er die erste Austragung des Circuit de Paris und holte zwei Etappensiege im Circuit de Provence (Tour du Sud-Est). 1920 wurde für ihn eine sehr erfolgreiche Saison. Er gewann Paris–Nancy, Paris–Dunkerque, den Circuit des villes d’eaux d’Auvergne und das Etappenrennen Critérium des Aiglons mit zwei Tageserfolgen. In der Tour de France 1921 gewann er eine Etappe und war erneut im Circuit de Paris siegreich. Dazu kam ein Etappensieg bei Paris–Saint-Étienne. Ein weiterer Etappensieg in der Tour gelang Bellenger 1922. Zwei kleinere Rundfahrten gewann er 1923 mit dem Circuit du Languedoc und der Tour du Vaucluse. Die 2. und die 14. Etappe der Tour de France 1924 sahen ihn als Sieger. In der Gesamtwertung wurde er hinter Henri Pélissier und Ottavio Bottecchia Dritter. 1925 kam ein weiterer Etappensieg in der Tour dazu. Paris–Lille gewann er 1927 und 1928, Paris–Châteauroux 1928.
Zweite Plätze holte Bellenger bei Paris–Metz 1920, bei Paris–Soissons 1921, in der französischen Straßenmeisterschaft 1923 hinter Francis Pélissier und im Critérium des As hinter Jules Vanhevel sowie bei Paris–Longwy 1928.
Er startete achtmal in der Tour de France. Nach dem 3. Platz 1923 wurde er 1924 Achter und 1925 Elfter. 1920, 1921, 1922, 1926 und 1929 schied er aus.